# Coenotropa albilineata
Coenotropa albilineata är en fjärilsart som beskrevs av Shaffer 1976. Coenotropa albilineata ingår i släktet Coenotropa och familjen mott. Inga underarter finns listade i Catalogue of Life.